# Książę Tissa
Książę Tissa, syng. තිස්ස (ur. ok. 499 p.n.e., zm. 437 p.n.e.) – niekoronowany władca państwa Syngalezów na Sri Lance w latach 454-437 p.n.e., drugi syn króla Panduvasdevy, młodszy brat i następca króla Abhayi, którego obalił..

## Życie

### Sytuacja dynastyczna
Książę Tissa był drugim synem króla Syngalezów Panduvasdevy i jego tamilskiej małżonki Buddhakachchana. Przyszedł na świat w mieście Upatissa Nuwara, gdzie żył wraz z rodzeństwem. Jako drugi syn był rzecznikiem i przywódcą młodszych braci w opozycji do najstarszego brata Abhayi i siostry Citty. Domagał się prewencyjnego zabójstwa siostry lub co najmniej jej syna, przez którego na skutek fatalnych przepowieści młodsi bracia czuli się zagrożeni.

### Powstanie Pandukabhayi
Gdy ukrywający się za młodu siostrzeniec Pandukabhaya dorósł, wzniecił powstanie przeciw wrogim wujom gromadząc wokół siebie ludzi niezadowolonych ich rządami. Tissa zarzucał królowi (swemu starszemu bratu) bezczynność i kunktatorstwo wobec nabierającej rozmachu rebelii. Cierpliwość księcia Tissy dobiegła końca, kiedy próby pacyfikacji powstania oraz pojmania lub zgładzenia rebelianta podjęte przez braci nie powiodły się i Pandukabhaya w niedostępnych górach ustanowił własne terytorium, a król zaoferował uzurpatorowi wiekomyślny podział wyspy i władzy.

### Panowanie
Na wieść o tym królewscy bracia zmusili króla Abhayę do abdykacji w 454 roku p.n.e., Tissę zaś obwołali nowym królem Syngalezów na tronie w Upatissa Nuwara. Jednakże formalna koronacja miała się odbyć pod warunkiem zgładzenia Pandukabhayi i rozbiciu jego wojsk, do czego nigdy nie doszło. Dlatego przez 17 następnych lat tlącego się konfliktu - aż do koronacji Pandukabhayi - Sri Lanka nie miała powszechnie uznanego króla.

### Decydująca bitwa
Ostatecznie w 437 roku p.n.e. królewscy bracia zdecydowali się do walnej rozprawy z siostrzeńcem, który w międzyczasie zdołał rozszerzyć swoje wpływy i zdobyć przychylność rdzennej ludności a swą kwaterę zaś przeniósł do górskiej twierdzy Ritigala w pobliżu stolicy. Tam też Pandukabhaya został otoczony przez wojska Tissy i jego braci, którym zaoferował kapitulację, w zamian za korzystne warunki. Pewni zwycięstwa bracia akurat dyskutowali warunki kapitulacji, gdy Pandukabhaya zaskoczył ich nagłym atakiem, podczas którego Tissa i sprzymierzeni z nim bracia zginęli a ich wojska uległy rozsypce.

### Epilog
Po wymuszonej abdykacji Abhaya po zwycięstwie nad braćmi odrzucił propozycję siostrzeńca powrotu na tron, zadowalając się pozycją namiestnika nowej stolicy Anuradhapury. Tak więc Pandukabhaya w 437 r.p.n.e. sam został koronowany na króla całej wyspy jednocząc wszystkie żyjące nań narody prowadząc państwo do ery świetności.